# 돌격포

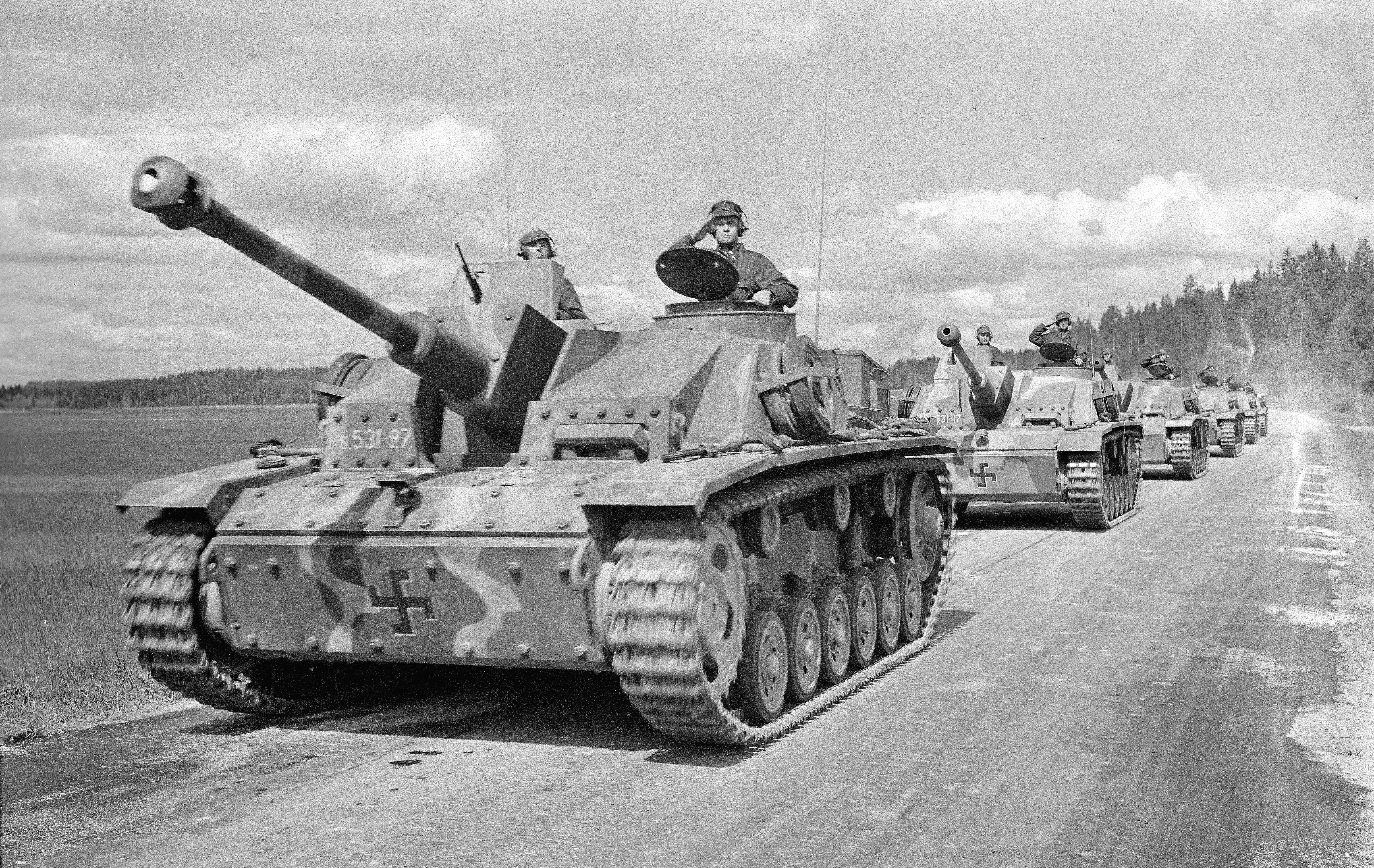
독일의 3호 돌격포 G형

돌격포(독일어: Sturmgeschütz 슈투름게슈츠[*], 영어: Assault gun)는 장갑화된 차체에 보병포 혹은 대전차포를 탑재한 기갑으로, 주로 적의 방어 진지 및 보병에게 직사 화력을 퍼붓는다.
대부분의 돌격포는 포탑이 없는 구조를 가진 무포탑 전차로 설계되어 생산되었다. 그 때문에 전차보다 제한된 시야를 가지고 교전을 해야 했으며 표적을 조준하려면 직접 차체를 움직여야 하는 단점이 있었다. 하지만 포탑이 삭제된 만큼 구조가 단순해져 생산 단가가 낮아졌으며, 총 중량이 가벼워지고 공간이 넓어지면서 차체에 비해 더욱 큰 주포와 두꺼운 장갑을 장착할 수 있었다 미국t95,영국a39토터스, 독일의 야크트 티거등 매우 단단하다. 하지만 최고로 단단한 전차에 타이틀은 8호전차 마우스가 가져갔다. 그럴 뿐만 아니라 차량의 높이가 낮아지는 효과가 있었기 때문에 기존의 전차에 비해 피탄될 확률이 낮아졌고 매복하기도 쉬웠다. 
하지만 이러한 장점들에도 포탑을 제거하면서 생긴 무포탑 전차의 고질적인 문제 즉 좁은 시야와 낮은 주포의 부앙각, 가동각으로 인해 표적을 조준하기 위해서는 차체를 움직여야 하는 단점을 메울 수는 없었다. 결국 제2차 세계 대전 이후 MBT(Main Battle Tank)의 개념으로 개발된 주력전차들이 속속들이 등장하면서 돌격포라는 무기체계가 제2차 세계 대전 이후의 구축전차와 같이 도태된다.
제2차 세계 대전 동안에는 주로 나치 독일군이 사용하였으며, 돌격포 중에서도 특히 3호 돌격포를 주력으로 생산하였다. 나치 독일의 돌격포는 전형적인 돌격포의 모습으로, 무포탑 돌격포였다. 개발 당시 전차에 비해서 높은 방어력을 요구받아 원형의 전차에 비해 높은 수준의 방어력을 갖추게 하였으며, 초창기에는 기갑 병과가 아닌 포병으로 분류되어 보병들을 지원하였다. 그렇지만 따로 돌격포 중대 및 대대를 편성해서 기갑부대 일부로 쓰이기도 하였고, 1943년부터 포병에서 기갑으로 이관되면서 돌격포의 승무원들도 기갑차량 승무원의 특징인 검은색 제복을 입고 다녔다.
처음에는 보병 지원의 목적으로 쓰였으나 동부 전선에서 나치 독일의 가용할 수 있는 전차의 수량이 소비에트 연방의 전차에 비해 매우 부족하였기 때문에 보병 지원을 목적으로 하는 3호 돌격포의 적 전차 조우가 빈번하게 일어났다. 결국 나치 독일은 1942년 가을부터 75mm PaK 40 대전차포를 탑재하여 돌격포는 적의 전차를 격파하기 위한 구축전차의 임무도 수행하게 된다.
이후 제2차 세계 대전 말기부터는 연합국의 폭격으로 여러 군수공장이 마비되면서 손실된 전차를 대체하기 어려워지자, 돌격포 대대의 이름을 전차 대대로 바꿔 배속하는 등 사실상 전차의 대용품으로 쓰였다. 또한 제2차 세계대전 동안 나치 독일군은 군수참모부를 제외하고는 여러 형태의 돌격포를 분류하지 않고 모두 돌격포라고 기재하였기 때문에 독일의 군수체계가 복잡해지는 원인을 제공하기도 하였다.

## 같이 보기
- 구축전차
- 대전차자주포
- 3호 돌격포
- 4호 돌격포